# Lissonota nigroscutellata
Lissonota nigroscutellata är en stekelart som beskrevs av Dali Chandra 1976. Lissonota nigroscutellata ingår i släktet Lissonota och familjen brokparasitsteklar. Inga underarter finns listade i Catalogue of Life.